# Messier 48
Messier 48, também denominado M48 e NGC 2548, é um aglomerado aberto localizado a cerca de mil e quinhentos anos-luz de distância na direção da constelação da Hidra. Possui uma magnitude aparente de +5,8, uma declinação de -05º 45' 02" e uma ascensão reta de 08 horas 13 minutos 43,1 segundos.
Foi descoberto a 19 de Fevereiro de 1771 por Charles Messier. Trata-se de um objeto relativamente conspícuo e pode ser observado a olho nu sob boas condições. A sua idade é estimada em 300 milhões de anos.

## Descoberta e visualização
O aglomerado aberto foi descoberto pelo astrônomo francês Charles Messier, que o adicionou a seu catálogo em 19 de fevereiro de 1771. Entretanto, ele cometeu um erro ao transcrever a posição do objeto, que permaneceu perdido até a sua identificação por Oswald Thomas, em 1934, e por T. F. Morris, em 1959.
Johann Elert Bode aparentemente redescobriu o objeto independentemente em 1782 e Caroline Herschel fez o mesmo em 8 de março de 1783. Sua descoberta foi publicada pelo seu irmão, William Herschel, descobridor de Urano, que o incluiu em seu catálogo como a entrada H VI.22 em 1 de fevereiro de 1786.
Pode ser observado a olho nu e os menores binóculos e telescópios mostram um grupo de estrelas de magnitude aparente 13 ou menor (mais brilhantes).

## Características

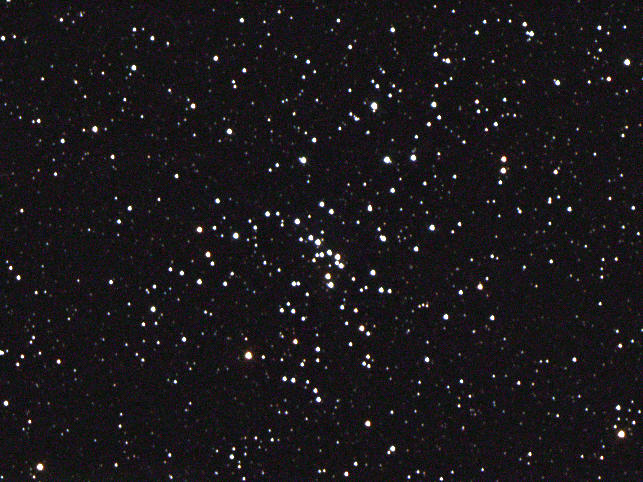
Messier 48, Ole Nielsen

Contém cerca de 50 estrelas observáveis com instrumentos ópticos de pouca resolução, embora o número total de estrelas pertencentes ao aglomerado seja de 80. A região mais concentrada estende-se em um diâmetro aparente de 30 minutos de grau, praticamente o mesmo diâmetro aparente da Lua Cheia, embora sua extensão aparente total seja de 54 minutos, equivalendo a um diâmetro real de 23 anos-luz, considerando sua distância de 1 500 anos-luz em relação à Terra.
Foi classificado como um aglomerado aberto tipo I,2,m de acordo com o Sky Catalogue 2000.0, segundo a classificação de aglomerados abertos de Robert Julius Trumpler, onde a classe I refere-se aos aglomerados mais densos e a classe IV aos menos densos; a classe 1 aos aglomerados com pouca diferença de brilho entre seus componentes e a classe 3 aos que tem grande diferença de brilho; e a classe p aos aglomerados pobres em estrelas, m para aglomerados com a quantidade de estrelas dentro da média e r para os ricos em estrelas. Contudo, foi classificado como I,2,r segundo Kenneth Glyn Jones ou I,3,r segundo Woldemar Götz. Sua idade foi estimada em 300 milhões de anos, com base em sua estrela mais quente, pertencente à classe espectral A2, com a magnitude aparente 8,8, tendo uma luminosidade 8,8 vezes a luminosidade solar. O aglomerado também contém 3 estrelas gigantes amarelas de classes espectrais G .a K.